# Cambligneul
Cambligneul ist eine französische Gemeinde mit 347 Einwohnern (Stand 1. Januar 2022) im Arrondissement Arras im Département Pas-de-Calais. Sie gehört zum Kanton Avesnes-le-Comte und zum Kommunalverband Campagnes de l’Artois.

## Lage
Die Gemeinde Cambligneul liegt im Osten des Artois, 16 Kilometer nordwestlich von Arras und 15 Kilometer südwestlich von Lens. Durch den Nordosten des Gemeindegebietes führt eine alte Heerstraße des Systems Chaussée Brunehaut. Nachbargemeinden von Cambligneul sind Estrée-Cauchy im Norden, Camblain-l’Abbé im Osten, Agnières im Süden, Villers-Châtel im Westen sowie Caucourt im Nordwesten.

## Bevölkerungsentwicklung
| Jahr                       | 1962 | 1968 | 1975 | 1982 | 1990 | 1999 | 2006 | 2013 | 2022 |
| -------------------------- | ---- | ---- | ---- | ---- | ---- | ---- | ---- | ---- | ---- |
| Einwohner                  | 268  | 250  | 231  | 285  | 320  | 323  | 331  | 331  | 347  |
| Quellen: Cassini und INSEE |      |      |      |      |      |      |      |      |      |